# 남일본
남일본(일본어: 南日本 미나미니혼[*])은 일본의 남부를 가리키는 범칭이다. 하지만 일반적으로 일본의 남쪽을 가리킨다기보다는, 규슈 지방을 지칭한다. 원래는 지리 용어지만, 미야자키현과 가고시마현에서는 미나미큐슈 지방이나 산슈(휴가시, 가고시마시 등의 지역 블록)와 같이 지역의 차별화를 꾀하는 의미로 지역을 가리킬 때 사용하며, 지역을 기반으로 한 기업이나 단체의 명칭에 이용되는 경우가 많다.

## 명칭에 미나미니혼을 사용한 기업
- 미나미니혼 낙농협동 (본사는 미야자키현 소재.)
- 미나미니혼 은행 (가고시마현의 지방 은행.)
- 미나미니혼 방송 (MBC, 가고시마현을 대상으로 하는 TBS계 텔레비전·라디오 방송국.)
- 미나미니혼 신문 (가고시마현의 신문사.)